# شاپور کاظمی
شاپور کاظمی (زاده ۱۳۲۶، بروجرد) مهندس مخابرات، عضو هیئت مدیره تولیدکنندگان یوپی‌اس، عضو اتاق بازرگانی مخابرات و برادر زهرا رهنورد است که در روزهای اول اعتراضات مردم به انتخابات ریاست‌جمهوری دهم بازداشت شد. بازداشت وی با اعتراضات متعدد مواجه شد.
بگفته مرکز اسناد انقلاب اسلامی او «در حال آتش زدن ۷ دستگاه موتور سیکلت در میدان ونک به همراه معشوقه‌اش خانم فاطمه رهنما که یک منافق با سابقهٔ محکومیت ۸ سال زندان بخاطر اقدامات تروریستی در گروهک منافقین است دستگیر شده و از خانهٔ تیمی مشترک و مجلل این دو نفر در شمال تهران مشروبات الکلی و ابزار لهو و لعب کشف گردید.» مرکز اسناد انقلاب اسلامی همچنین او را به ارتباط با نهادهای اطلاعاتی ایالات متحده آمریکا و بدهی ده‌ها میلیاردی به سیستم بانکی کشور نیز متهم کرده‌است. این اتهامات در دیگر منابع رسمی جمهوری اسلامی مانند خبرگزاری رسمی جمهوری اسلامی، روزنامه ایران و روزنامه جوان نیز تکرار شده‌است.
با این حال معترضان با مضحک و موهن خواندن این اتهامات معتقدند تنها دلیل بازداشت او داشتن نسبت برادری با زهرا رهنورد است و آن را در راستای سیاست اعمال فشار بر میرحسین موسوی و زهرا رهنورد ارزیابی می‌کنند.